# Todd Harbour
Todd Harbour (* 24. März 1959) ist ein ehemaliger US-amerikanischer Mittelstreckenläufer.
1979 gewann er bei den Panamerikanischen Spielen in San Juan über 1500 m Silber.

## Persönliche Bestzeiten
- 1500 m: 3:33,99 min, 18. August 1982, Zürich
- 1 Meile: 3:50,34 min, 11. Juli 1985, Oslo
  - Halle: 3:56,48 min, 27. Februar 1983, East Rutherford
- 2000 m: 4:59,28 min, 14. August 1982, Nizza
- 5000 m: 13:30,57 min, 28. April 1984, Walnut